# Корнеліус (Орегон)
Корнеліус (англ. Cornelius) — місто (англ. city) в США, в окрузі Вашингтон штату Орегон. Населення — 12 694 особи (2020).

## Географія
Корнеліус розташований за координатами 45°31′11″ пн. ш. 123°3′11″ зх. д. / 45.51972° пн. ш. 123.05306° зх. д. (45.519758, -123.053013).  За даними Бюро перепису населення США в 2010 році місто мало площу 5,19 км², уся площа — суходіл. В 2017 році площа становила 5,81 км², уся площа — суходіл.

## Демографія
Згідно з переписом 2010 року, у місті мешкало 11 869 осіб у 3339 домогосподарствах у складі 2666 родин. Густота населення становила 2286 осіб/км².  Було 3499 помешкань (674/км²).
Расовий склад населення:
| - 64,0 % — білих - 2,2 % — азіатів - 1,3 % — корінних американців - 1,2 % — чорних або афроамериканців - 0,1 % — вихідців з тихоокеанських островів - 27,2 % — осіб інших рас |

До двох чи більше рас належало 4,0 %. Частка іспаномовних становила 50,1 % від усіх жителів.
За віковим діапазоном населення розподілялося таким чином: 32,9 % — особи молодші 18 років, 60,8 % — особи у віці 18—64 років, 6,3 % — особи у віці 65 років та старші. Медіана віку мешканця становила 30,4 року. На 100 осіб жіночої статі у місті припадало 104,4 чоловіків;  на 100 жінок у віці від 18 років та старших — 106,1 чоловіків також старших 18 років.
Середній дохід на одне домашнє господарство  становив 61 613 долари США (медіана — 54 390), а середній дохід на одну сім'ю — 64 068 доларів (медіана — 55 757). Медіана доходів становила 37 113 долари для чоловіків та 26 732 долари для жінок. За межею бідності перебувало 12,5 % осіб, у тому числі 14,5 % дітей у віці до 18 років та 11,0 % осіб у віці 65 років та старших.
Цивільне працевлаштоване населення становило 5768 осіб. Основні галузі зайнятості: освіта, охорона здоров'я та соціальна допомога — 14,3 %, виробництво — 13,6 %, роздрібна торгівля — 11,7 %, науковці, спеціалісти, менеджери — 10,1 %.